# Hans Budde (Architekt)
Hans Budde (* 29. Juli 1920 in Bremerhaven; † 1. November 2002 in Bremen) war ein deutscher Architekt.

## Biografie
Budde wuchs in Bremerhaven auf und zog mit seinen Eltern nach Bremen. Hier machte er am Alten Gymnasium sein Abitur. Im Zweiten Weltkrieg war er als Soldat in Rumänien, Ungarn und der Slowakei eingesetzt, geriet in US-amerikanische Gefangenschaft und kehrte im Juli 1945 nach Bremen zurück. Er studierte Architektur an der Technischen Hochschule Hannover und schloss als Dipl.-Ing. 1949 sein Studium ab.
Er begründete 1951 ein Architekturbüro in Bremen Am Wall, nachdem er einen Wettbewerb für den Neubau der Schule an der Parsevalstraße in Bremen gewonnen hatte. Später war er in einer Bürogemeinschaft mit den Architekten Hermann Brede, Carsten Schröck und Peter Ahlers am Breitenweg etabliert. Er wirkte bei verschiedenen Projekten mit Schröck zusammen, so beim Kaffeehaus am Emmasee, das mit dem BDA-Preis ausgezeichnet wurde. Aber auch das Gerichtsgebäude Bremen an der Ostertorstraße stammt von ihm. Von 1990 bis 2002 hatte er eine Partnerschaft mit dem Architekten W. Hübschen.
Budde war in den 1980er Jahren Vizepräsident der Bremer Eiswette und richtete 1984 die Eiswette aus. Er war in den 1980er und 1990er Jahren zehn Jahre Vorsitzender der Aufbaugemeinschaft Bremen zur Förderung der städtebaulichen Entwicklung der Stadt Bremen. Von 1965 bis 1987 war er Mitglied im Bundespräsidium des Bundes Deutscher Architekten. Als Diakon und Bauherr war er am Bremer Dom ehrenamtlich tätig.
Hans Budde war zwanzig Jahre lang Vorsitzender der Arbeitsgemeinschaft für Überseeforschung und Entwicklung (BORDA). Sein Sohn Hans Budde jun. († 1989) war ebenfalls Architekt und Mitarbeiter in der Bürogemeinschaft.

## Werk (Auswahl)
- 1953/1954 mit Zobel: Gebäude der Industrie- und Handelskammer in Osnabrück
- 1953: Schulzentrum Sebaldsbrück, Parsevalstraße 1
- 1957 mit Carsten Schröck und Frei Otto: 2. Preis im Wettbewerb Stadthalle Bremen
- 1957 mit Heinrichs, Schröck und Frei Otto: utopisches Projekt der Überdachung als Seilnetzkonstruktion von den Neustädter Hafen in Bremen (nicht realisiert)
- 1958: Christophoruskirche in Bremen-Vegesack, Ortsteil Aumund-Fähr
- 1960 mit Schröck: Haus der Kirche, Franziuseck 2, Bremen-Neustadt
- 1961: Einrichtungshaus Körber, Sedanplatz, Bremen - Vegesack
- 1962: Gerichtsgebäude in Bremen-Mitte, Ostertorstraße
- 1964 mit Schröck: Kaffeehaus am Emmasee im Bürgerpark Bremen; BDA-Preis
- 1970: Müllverbrennungsanlage in Bremen-Findorff
- 1971: Ibero-Amerika Bank (heute Geschäftshaus) am Domshof in Bremen
- 1978/1980: Altenheim der Egestorfstiftung in Bremen; BDA-Preis
- 1985/1991 mit Hans Budde jun. und LH-Bau: Verkehrsfliegerschule Bremen der Lufthansa

## Veröffentlichungen
- Erlebtes + Gebautes. 29. Juli 1990 – Hans Budde – 70 Jahre. Selbstverlag, Bremen 1990.